# Luke Guldan
 (août 2017).
Luke Guldan est un acteur américain né en 1986.
Au cinéma, il a été à l'affiche des longs métrages "Fluidity", "Final Frequency" et "The Creatress", aux côtés de Fran Drescher. Il a aussi joué dans des films indépendants, comme "The Broken Ones", "ADDicted", "The Watermen" et "Rockaway".
Au théâtre, il a joué dans le classique de Tennessee Williams, "Street Car Named Desire" et dans "The Changing Room" de David Storey.
Guldan a fait la couverture de magazines tels que Men's Health, GQ, Men's Fitness et Cosmopolitan.

## Filmographie
- 2009-2010 : The Colbert Report
- 2011 : Gossip Girl
- 2019 : Dirty Sexy Saint (rôle de Levi Kincaid)

## Série TV
- 2014 : New York, unité spéciale (saison 15, épisode 16) : Bucky Dinucci
- 2016-2017 : The Good Place : Chris Baker
- 2018-2019 : Tell Me a Story : Billy